# 鈴木孝政
鈴木孝政（1954年7月3日—）為日本的棒球選手，出生於千葉縣山武郡蓮沼村。他曾效力於日本職棒中日龍隊，守備位置為投手，1989年退休，生涯通算124勝。